# Sigrid Holmwood
Sigrid Frida Holmwood (Hobart, Tasmania, Australia, 19 de noviembre de 1978) es una pintora británica de ascendencia anglo-sueca. Reside en Londres.
Realizó sus estudios en la escuela de Dibujo y Bellas artes The Ruskin, en la Universidad de Oxford (BFA, 2000) y el Royal College of Art de Londres (MA en Pintura, 2002). Sus pinturas son recreaciones históricas del trabajo de un pintor-campesino, haciendo referencias a la pintura de género del siglo XVI y al impresionismo del siglo XIX. Elabora sus propias pinturas rescatando recetas históricas, y hace uso de materiales y técnicas tradicionales, combinándolo en ocasiones con pigmentos fluorescentes. Residió en España durante el desarrollo de una investigación sobre Francisco Pacheco y su Arte de la pintura en la que elaboró aceites para pigmentos en su taller en Valencia, España en 2009.